# Adrien Prévost de Longpérier
Henri Adrien Prévost de Longpérier (født 21. september 1816 i Paris, død 14. januar 1882 sammested) var en fransk arkæolog.
Longpérier blev 1836 medhjælper ved statens møntsamling i Paris og 1847 konservator ved antiksamlingen i Louvre, organiserede her den assyriske og siden den ægyptiske samling, ligesom også de 
amerikanske samlinger. I 1854 blev Longpérier medlem af Instituttet. I 1861 overdroges det ham at modtage og organisere samlingen Campana, som Napoleon III havde købt (Musée Napoléon III). I 1870 tog han sin afsked. I 1867 og 1878 havde han væsentlig del i ordningen af den retrospektive afdeling, kunstgenstande og lignende, på verdensudstillingerne. Han har skrevet Essai sur les médailles de la dynastie Sassanide (1840), Antiquités de la Perse (1883), Documents numismatiques à l'histoire des Arabes d'Espagne (1851), Le Musée Napoleon III (1864—74), foruden talrige afhandlinger i videnskabelige tidsskrifter. De er alle samlede i hans af Gustave Schlumberger udgivne Œuvres (7 bind, 1873—87). I indledningen hertil har denne beskrevet hans liv. 